# Gerardo Negrete
Gerardo Omar Negrete Cabellero (Panamá, 14 de septiembre de 1992) es un futbolista panameño. Juega como defensa y actualmente milita en el CD Plaza Amador de la Liga Panameña de Fútbol.

## Clubes
| Club                   | País   | Temporadas      |
| ---------------------- | ------ | --------------- |
| Sporting San Miguelito | Panamá | 2014 - 2015     |
| Alianza FC             | Panamá | 2015 - 2017     |
| CA Independiente       | Panamá | 2018 - 2020     |
| Tauro FC               | Panamá | 2020 - 2023     |
| CD Plaza Amador        | Panamá | 2024 - presente |

## Estadísticas
| Club                            | Div                 | Temporada           | Liga  | Liga  | Copa Nacional | Copa Nacional | Copa Internacional | Copa Internacional | Total | Total |
| Club                            | Div                 | Temporada           | Part. | Goles | Part.         | Goles         | Part.              | Goles              | Part. | Goles |
| ------------------------------- | ------------------- | ------------------- | ----- | ----- | ------------- | ------------- | ------------------ | ------------------ | ----- | ----- |
| Sporting San Miguelito · Panamá | 1.ª                 | 2014-15             | 19    | 1     | 0             | 0             | -                  | -                  | 19    | 1     |
| Sporting San Miguelito · Panamá | Total               | Total               | 19    | 1     | 0             | 0             | 0                  | 0                  | 19    | 1     |
| Alianza FC · Panamá             | 2.ª                 | 2015-16             | 27    | 1     | 0             | 0             | -                  | -                  | 27    | 0     |
| Alianza FC · Panamá             | 1.ª                 | 2016-17             | 29    | 0     | 0             | 0             | -                  | -                  | 29    | 0     |
| Alianza FC · Panamá             | Total               | Total               | 56    | 0     | 0             | 0             | 0                  | 0                  | 56    | 0     |
| CA Independiente · Panamá       | 1.ª                 | 2018                | 13    | 0     | 0             | 0             | -                  | -                  | 13    | 0     |
| CA Independiente · Panamá       | 1.ª                 | 2018-19             | 33    | 2     | 0             | 0             | 4                  | 0                  | 37    | 2     |
| CA Independiente · Panamá       | 1.ª                 | 2019                | 12    | 0     | 0             | 0             | 3                  | 0                  | 15    | 0     |
| CA Independiente · Panamá       | 1.ª                 | 2020                | 6     | 0     | 0             | 0             | 0                  | 0                  | 6     | 0     |
| CA Independiente · Panamá       | Total               | Total               | 64    | 2     | 0             | 0             | 7                  | 0                  | 71    | 2     |
| Tauro FC · Panamá               | 1.ª                 | 2020                | 6     | 0     | 0             | 0             | 1                  | 0                  | 7     | 0     |
| Tauro FC · Panamá               | 1.ª                 | 2021                | 25    | 0     | 0             | 0             | 0                  | 0                  | 25    | 0     |
| Tauro FC · Panamá               | 1.ª                 | 2022                | 24    | 0     | 0             | 0             | 2                  | 0                  | 26    | 0     |
| Tauro FC · Panamá               | 1.ª                 | 2023                | 31    | 1     | 0             | 0             | 2                  | 0                  | 33    | 1     |
| Tauro FC · Panamá               | Total               | Total               | 86    | 1     | 0             | 0             | 5                  | 0                  | 91    | 1     |
| CD Plaza Amador · Panamá        | 1.ª                 | 2024                | 0     | 0     | 0             | 0             | 0                  | 0                  | 0     | 0     |
| CD Plaza Amador · Panamá        | Total               | Total               | 0     | 0     | 0             | 0             | 0                  | 0                  | 0     | 0     |
| Total en su carrera             | Total en su carrera | Total en su carrera | 208   | 4     | 0             | 0             | 12                 | 0                  | 220   | 4     |

## Palmarés

### Títulos nacionales
| Título       | Club               | País   | Año  |
| ------------ | ------------------ | ------ | ---- |
| LPF Clausura | C.A. Independiente | Panamá | 2018 |
| LPF Clausura | C.A. Independiente | Panamá | 2019 |
| LPF Clausura | Tauro F.C          | Panamá | 2021 |